# Ronald Shannon Jackson
Ronald Shannon Jackson (Fort Worth, 12 gennaio 1940 – Fort Worth, 19 ottobre 2013) è stato un batterista statunitense.

## Discografia parziale
- Eye on You (About Time, 1980)
- Nasty (Moers Music, 1981)
- Street Priest (Moers, 1981)
- Mandance (Antilles, 1982)
- Barbeque Dog (Antilles, 1983)
- Montreux Jazz Festival (Knit Classics, 1983)
- Pulse (Celluloid, 1984)
- Decode Yourself (Island, 1985)
- Earned Dream (Knit Classics, 1984)
- Live at Greenwich House (Knit Classics, 1986)
- Live at the Caravan of Dreams (Caravan of Dreams, 1986) AKA Beast in the Spider Bush
- When Colors Play (Caravan of Dreams, 1986)
- Texas (Caravan of Dreams, 1987)
- Red Warrior (Axiom, 1990)
- Taboo (Venture/Virgin, 1990)
- Raven Roc (DIW, 1992)
- Live in Warsaw (Knit Classics, 1994)
- What Spirit Say (DIW, 1994)
- Shannon's House (Koch, 1996)